# 사가와 료스케
사가와 료스케(일본어: 佐川 亮介, 1993년 7월 17일~)는 일본의 축구 선수이다.

## 구단 경력
그는 2016년 J3리그의 YSCC 요코하마에 입단했다. 2019년 리그 데뷔했다. 2024년후 일본 풋볼 리그에 강등했다.